# El Chocolate
Antonio de La Santísima Trinidad Núñez Montoya, conegut artísticament com El Chocolate i com Antonio Núñez "Chocolate" va ser un cantaor gitano de flamenc espanyol, nascut el 4 de maig de 1930 a Jerez de la Frontera i mort el 20 de juliol de 2005 a Sevilla. Ha rebut un Grammy Llatí, el Premi Ondas, el Giraldillo del Cante, el Premi Pastora Pavón i la Medalla d'Andalusia.

## Biografia
El "Chocolate" va néixer el 4 de maig de 1930 en Jerez de la Frontera. De pares gitanos, gaditans i tots dos cantaors no professionals. El "Chocolate" es va traslladar a Sevilla amb sis anys per viure al barri d'El Porvenir. Chocolate va ser aficionat al cante des de la infantesa, va començar a fer les seves primeres actuacions al carrer i a tavernes com a manera de poder guanyar alguns diners. A la fi dels anys trenta, a Sevilla proliferava el flamenc; destacant-se La Alameda amb els seus bars i "reservats", que acollien artistes i afeccionats que escoltaven i discutien de flamenc. Tomas y Pastora Pavón, Manuel Vallejo, Pepe Pinto, El Sevillano, Niño Gloria, Manolo Caracol, i molts altres que formen part de la història del cante, eren habituals en aquelles reunions de les quals Antonio Núñez va aprendre i va anar conformant el seu estil.
La seva primera sortida com a artista professional va ser al Teatro Zorrilla de Melilla, després va ser contractat pel Casino de l'Exposició de Sevilla, on cantava diàriament. Després va passar al tablao "El Corral de la Morería" a Madrid, on compartia escenari amb Antonio Montoya "El Farruco", avi de Farruquito i cunyat de Chocolate. Al seu retorn a Sevilla Sevilla va entrar a formar part de diferents companyies diferents companyies amb les quals va realitzar actuacions a Europa i Amèrica i com el Japó.
A començament dels anys 60 i amb l'aparició dels festivals flamencs, Chocolate va començar les seves actuacions com a artista en solitari. El 1962 participà en la III Llave de Oro del Cante al costat de Fosforito, Juan Varea i Antonio Mairena, qui resultaria guanyador. El 1965 Chocolate va ser guanyador del premi Pastora Pavón en el IV Concurs Nacional d'Art Flamenc de Còrdova. En 1968 va guanyar el primer premi en el VII Festival de Cant flamenc de Mairena. En 1969 va rebre el premi Nacional de Cante per part de la Càtedra de Flamencologia de Jerez de la Frontera i el 1970 va publicar un disc conjunt amb Fosforito amb el títol de Cante Grande.
En 1985 va realitzar una gira pels Estats Units i Europa al costat de Farruco, Fernanda de Utrera, Pepe Habichuela, El Guito, Manuela Carrasco, Angelita Vargas i Adela la Chaqueta, amb l'espectacle anomenat "Flamenco Puro". L'any següent va participar en la IV Biennal de Flamenc de Sevilla, on va guanyar per unanimitat el premi II Giraldillo del Cante.
En 1988 va formar part del concert de clausura de la V Biennal de Flamenc de Sevilla, celebrat al Teatro Lope de Vega.
El 1989 publicà el disc Los Duendes del Flamenco.
En 1992 actuà en cicle Tribuna del Flamenco del Centro Cultural de la Villa, on va presentar l'espectacle Sonidos Negros.Igualment aquell any publicà un disc gravat a França, titulat Cante Flamenco. i va formar part del concert de clausura de la VII Biennal de Flamenc de Sevilla, celebrat al Teatro de la Maestranza de Sevilla, al costat de Farruco i Manuela Carrasco entre d'altres.
Chocolate va formar part de l'"Antología de la Soleá" publicada per Emi/Odeon en 1993, un estil en el que Chocolate ha destacat com un dels seus millors intèrprets. El 1995 participà en la pel·lícula Flamenco de Carlos Saura, on interpreta una Soleá amb el ball d'El Farruco i Farruquito.
Participà en el VII Festival Flamenc de Caja Madrid el 1999, amb l'espectacle Evocación a Fernando Terremoto, al costat d'Inés Bacán i Fernando Terremoto fill entre d'altres, també en 1999 va oferir una actuació en el 48 Festival Internacional de Música i Dansa de Granada i va rebre el Premi Nacional a la Maestría Flamenca de la Càtedra de Flamencologia de Jerez.
En 2000 va formar part de l'espectacle Esplendor, celebrat a Los Reales Alcázares de Sevilla dins la XI Biennal de Flamenc, al costat de Mayte Martín i El Pele. L'any següent va participar al costat de José Menese i José Mercé, en l'homenatge a Fosforito realitzat en el Concurs d'Art flamenc de Còrdova.
En 2001, se li va concedir el Premi Ondas Especial del Jurat per la seva trajectòria en el món del flamenc "Com a gran defensor de la puresa del flamenc i el cant flamenc".
Amb el seu disc "Mis Setenta Años con el Cante", Antonio Nuñez "Chocolate" va rebre el Grammy Llatí al Millor Disc Flamenc,igualment el 2002, va participar en la XII Biennal de Flamenc amb l'espectacle Jondura, al costat de Manuel Agujetas, Fernando Terremoto i El Guito, ofert als Reales Alcázares.
En 2003, El Chocolate va rebre la Medalla d'Andalusia per "la seva aportació al flamenc més clàssic i la seva gran puresa cantaire"i el Premi Compás del Cante en la seva XIX edició, amb jurat presidit per Cristina Hoyos i que va decidir amb unanimitat.
Poc abans de la seva mort, li va ser concedida en 2005 la medalla de la ciutat de Sevilla,Antonio Nuñez "Chocolate" va morir de càncer el 2005, al seu domicili de Sevilla als setanta i cinc anys.
Amb la producció de Ricardo Pachón, el 2006 es va publicar Cobre Viejo, un disc amb les seves últimes gravacions.

## Estil
Antonio Nuñez "Chocolate", ha estat una de les màximes figures del Cant Flamenc. Amb un estil arrelat i basat en l'ortodòxia, sota la denominació de la "puresa cantaora" i qualificatius com "Los sonidos negros", que es va aplicar de manera habitual a la seva canti per flamencòlegs i periodistes. Chocolate va ser influenciat pels cants de la Alameda que realitzaven Tomas Pavón i Pastora Pavón "La Niña de Los Peines" entre d'altres, estils que Antonio Nuñez va enriquir en gran manera amb la seva aportació personal. Sent un cantaor molt complet, Chocolete va destacar especialment per Soleá, Seguiriyas i Fandangos, estils en els quals ha estat un dels seus intèrprets més importants.

## Premis
- Premi Pastora Pavón, IV Concurs Nacional d'Art Flamenc de Còrdova, 1965.
- Distinció Honorífica Antonio Mairena, 1967.
- Primer Premi VII Festival de Cante Jondo de Mairena, 1968.
- Premi Nacional de Cante de la Càtedra de Flamencologia de Jerez, 1969.
- Yunque de Oro de la Tertúlia Flamenca de Radio Sevilla,1972.
- II Giraldillo del Cante, 1986.
- Trofeu Lucas López d'Almeria el 1991.
- Premi Nacional a la Maestría Flamenca de la Càtedra de Flamencologia de Jerez, 1999.
- Taranto de Oro de la Ciutat d'Almeria, 1999.
- Premi Ondas per la seva carrera, 2001.
- XVII Palma de Plata Ciutat d'Algesires, 2001.
- Grammy Llatí al Millor Disc Flamenc, 2002.